# Lionel Syne
Lionel Syne (né le 18 mai 1976 à Stavelot) est un coureur cycliste belge.

## Palmarès
- 2002
  - Grand Prix de San Ardo
  - 3e et 9e étapes du Tour du Faso
- 2004
  - 3e et 5e étapes du Tour du Sri Lanka
- 2006
  - 1re étape du Tour du Faso
- 2007
  - 10e étape du Tour du Faso
- 2008
  - 3e et 7e étapes du Tour du Faso
- 2009
  - 3e, 4e, 5e, 6e et 9e étapes du Tour du Faso

## Classements mondiaux
| Année           | 2007 | 2008 | 2009 | 2010 |
| --------------- | ---- | ---- | ---- | ---- |
| UCI Africa Tour | 52e  | 63e  | 40e  | 34e  |

## Distinctions
- Mérite sportif stavelotain : 2009[1].